# Debito. I primi 5000 anni
Debito. I primi 5000 anni (titolo originale: Debt: The First 5000 Years) è un saggio di antropologia economica e sociale pubblicato da David Graeber nel 2011 per Melville House. Il saggio è uscito in traduzione italiana nel 2012, per i tipi della casa editrice Il Saggiatore. Il libro è stato messo in relazione a movimenti d'opinione come Occupy Wall Street.

## Contenuto
Graeber percorre la storia del debito attraverso cinque millenni di storia umana, dalle antiche civiltà mesopotamiche fino alle vicende della storia contemporanea e alle crisi economiche e finanziarie del XX e XXI secolo, argomentando sul ruolo avuto dal debito nel mettere in moto rivoluzioni e mutamenti politici. In un'ampia monografia (544 pagine nell'edizione originale), Graeber offre una trattazione della storia del debito considerata da un punto di vista antropologico e non economico, dal momento che il concetto di debito, secondo l'autore, ha una storia e una rilevanza antropologica molto anteriore alla nascita di un'economia monetaria, precedendo, addirittura, la stessa invenzione della moneta e ha da sempre impegnato l'umanità e le società in intensi conflitti sociali.
Già ai tempi delle civiltà mesopotamiche, la società aveva dovuto elaborare rimedi per evitare la destabilizzazione sociale indotta dai conflitti generati dal debito: a questa funzione assolvevano, infatti, i ricorrenti giubilei con cui si rimettevano le pene di interi strati della popolazione, sollevandole dalla riduzione in schiavitù in cui erano cadute per il peso dei debiti. La rilevanza antropologica del debito è testimoniata, nello stesso contesto mediorientale, anche dal ruolo assunto nella religione dalla sua stessa nozione, che ha assunto un ruolo permeante della moralità delle relazioni: tale cifra esistenziale riecheggia nell'implorazione dei fedeli nella preghiera cristiana del Padre nostro: "rimetti a noi i nostri debiti come noi li rimettiamo ai nostri debitori". Dal terreno della religione, il paradigma del debito ha finito per estendersi all'interezza dei rapporti umani.

## Riconoscimenti
Il saggio di Graeber ha vinto, nel 2012, la prima edizione del Bread and Roses Award (Premio "il pane e le rose") per la letteratura radicale e l'edizione 2012 del Bateson Award della American Society for Cultural Anthropology.

## Edizioni
- (EN)  Debt: The First 5000 Years, Melville House Publishing, 2011 ISBN 978-1-933633-86-2
- (DE)  Schulden. Die ersten 5000 Jahre, Klett-Cotta Verlag, Stoccarda, 2012 ISBN 978-3-608-94767-0.
- Debito. I primi 5000 anni, Il Saggiatore, 2012 ISBN 978-88-428-1797-0 (brossura)